# ماریو نوس
ماریو نوس (انگلیسی: Mario Noce؛ زادهٔ ۲۰ اکتبر ۱۹۹۹) بازیکن فوتبال است.